# Clytus kabateki
Clytus kabateki är en skalbaggsart som beskrevs av Gianfranco Sama 1997. Clytus kabateki ingår i släktet Clytus och familjen långhorningar. Inga underarter finns listade i Catalogue of Life.